# Oundle
Oundle est une ville du Northamptonshire en Angleterre. Elle est située dans le nord-est du comté, à une vingtaine de kilomètres au sud-ouest de la ville de Peterborough. Administrativement, elle relève de l'autorité unitaire du North Northamptonshire. Au recensement de 2011, elle comptait 5 735 habitants.

## Histoire
Oundle est appelé Undola à l'époque anglo-saxonne. L'évêque Wilfrid y fonde un monastère, où il meurt en 709 ou 710. D'après une liste de sépultures de saints anglo-saxons, un saint nommé Cett y est inhumé.

## Religion
L'église anglicane d'Oundle, dédiée à saint Pierre, possède une flèche de 64 m de haut, la plus haute du Northamptonshire.

## Jumelages
- Andrésy (France)
- Nauort (Allemagne)